# Papasidero
Papasidero est une commune de la province de Cosenza, dans la région de Calabre, en Italie. 

## Administration
| Période                                  | Période  | Identité     | Étiquette | Qualité |
| ---------------------------------------- | -------- | ------------ | --------- | ------- |
| 5 avril 2005                             | En cours | Mario Bloise |           |         |
| Les données manquantes sont à compléter. |          |              |           |         |

### Communes limitrophes
Aieta, Laino Castello, Mormanno, Orsomarso, Praia a Mare, Santa Domenica Talao